# Jurtjyrkogården 2
Jurtjyrkogården 2 (originaltitel: Pet Sematary Two) är en amerikansk skräckfilm från 1992 med Edward Furlong och Anthony Edwards i huvudrollerna. Det är en uppföljare till filmen Jurtjyrkogården från 1989. Men är (som de flesta av uppföljarna till filmerna baserat på King's verk) inte baserat på någon originalstory av Stephen King.

## Handling
Veterinären Chase Matthews flyttar tillsammans med sin son Geoff till Ludlow för att börja ett nytt liv efter hustruns död. Geoff blir vän med en utstött pojke som heter Drew Gilbert. När Drews älskade hund en dag blir ihjälskjuten bestämmer sig pojkarna för att begrava honom på en indiansk begravningsplats, en plats där döda sägs återuppstå. Men allt blir inte riktigt som de tänkt sig.

## Rollista
| Edward Furlong   | – Geoff Matthews      |
| Anthony Edwards  | – Chase Matthews      |
| Clancy Brown     | – Sheriff Gus Gilbert |
| Jared Rushton    | – Clyde Parker        |
| Darlanne Fluegel | – Renee Hallow        |
| Jason McGuire    | – Drew Gilbert        |
| Sarah Trigger    | – Marjorie Hargrove   |
| Lisa Waltz       | – Amanda Gilbert      |
| Jim Peck         | – Quentin Yolander    |
| Len Hunt         | – Director Frank      |
| Reid Binion      | – Brad                |